# Нести, Энтони
Энтони Конрад Нести (нидерл. Anthony Conrad Nesty; род. 25 ноября 1967 года, Тринидад и Тобаго) — суринамский пловец. Специализировался в баттерфляе на дистанции 100 метров. Единственный призёр Олимпийских игр в истории Суринама.
Дебютировал в составе сборной страны на Олимпийских играх 1984 года.
Он выиграл золотые медали в плавании на 100 метров баттерфляем на Олимпийских играх 1988 года и на чемпионате мира 1991 года.
Сейчас он работает тренером во Флоридском университете.
В 1998 году включён в Зал Славы мирового плавания.